# فيراري 296 جي تي بي
فيراري 296 جي تي بي هي سيارة رياضية من إنتاج شركة فيراري الإيطالية.تم الكشف عنها في 24 يونيو 2021م ومن المقرر إنتاجها في 2022م.